# Вспомни о Флебе
«Вспомни о Флебе» (англ. Consider Phlebas) — научно-фантастический роман шотландского писателя Иэна Бэнкса. Впервые опубликован в 1987 году. Это первый опубликованный роман Бэнкса о Культуре (гедонистическое, социалистическое, анархическое общество биологических и искусственных существ галактического масштаба). 
Название произведения взято из поэмы Томаса Элиота «Бесплодная земля».

## Сюжет
Война двух галактических мегацивилизаций — гедонистической анархо-коммунистической Культуры и Идиранской империи. Война, растянулась на 48 лет и один месяц. Война, в которую Культура втянулась, чтобы спасти свой душевный покой — самое ценное, что имела… Война, которую идираны начали, поскольку понимали: джихад должен расширяться, чтобы не стать бессмысленным. Общее количество жертв — 851,4 миллиарда. Потери кораблей — 91 215 660. Количество уничтоженных планет — 53.
«Вспомни о Флебе» — один из небольших эпизодов этой войны. Эпизод, основные действия которого развиваются на планете под названием Мир Шара… Главный герой книги — Бора Хорза Гобучул — представитель искусственной расы оборотней. Он является идеологическим противником Культуры и поэтому работает агентом на идиран. Хорза получает задачу добраться до одного из технологических секретов Культуры — искусственного интеллекта (Разума) космического корабля, который в результате боя с идиранами, спасаясь, совершил гиперпрыжок на одну из «нейтральных» планет.
Сложность заключается в том, что на планете нет живых существ — тамошнее население уничтожило само себя в результате биологической войны. И теперь планета контролируется таинственной сущностью Дра’Азон, с могуществом которой не желает связываться ни Культура, ни Идиранская империя.
Роман написан в приключенческом стиле. Культура, её жизнь, показаны только отдельными эпизодами и намёками. Большинство персонажей к ней не относятся, а являются представителями «третьего мира» Галактики. Главный герой — её противник, потому что не видит в её идеологии ничего святого. Мировоззрение идиран религиозное, в нём[прояснить] смысл их жизни, тогда как в жизни культурян нет никакого смысла — они уже преодолели этот предрассудок, живут, потому что живётся, беззаботно и для собственного удовольствия. Большинство из них даже не знает о войне — это далеко и неинтересно. Исключением являются лишь Особые обстоятельства, которые считают, что им всё позволено, потому что они безгрешны, а цель их благородная. Отношение к Культуре неокультуренных — неприязнь с примесью зависти.